# Puck
Puck é um satélite natural interno de Urano. Foi descoberto em dezembro de 1985 pela sonda Voyager 2. O nome Puck vem da mitologia céltica e do folclore inglês. A órbita de Puck está localizada entre os anéis de Urano e a primeira grande lua do planeta, Miranda. Puck tem uma forma aproximadamente esférica e um diâmetro de cerca de 162 quilômetros. Sua superfície escura é cheia de crateras, e apresenta sinais espectrais de gelo de água.

## Descoberta e nomeação
Puck foi descoberto a partir de imagens tiradas pela sonda Voyager 2 em 30 de dezembro de 1985. Recebeu a designação provisória S/1985 U 1.
Mais tarde a lua foi nomeada a partir do personagem Puck da peça de William Shakespeare Sonho de uma Noite de Verão. Puck também é designado como Urano XV.

## Características físicas

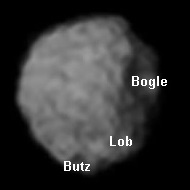
Crateras nomeadas em Puck

Puck é a maior lua interna de Urano, com uma órbita dentro da órbita de Miranda. Tem um tamanho intermediário entre Pórcia (a segunda maior lua interna) e Miranda (a menor lua entre as cinco principais). A órbita de Puck está localizada entre os anéis de Urano e Miranda. Pouco se sabe sobre Puck além da sua órbita, raio de cerca de 81 km, e albedo geométrico na luz visível de aproximadamente 0,11.
Entre os satélites descobertos pela de equipe de imagens da Voyager 2, somente Puck foi descoberto cedo o suficiente para que a sonda pudesse ser programada para fotografá-lo com mais detalhes. Imagens mostram que Puck pode ter a forma de um esferoide prolato, com o diâmetro polar maior que o equatorial (relação entre eixos é de 0,97 ± 0,04). Sua superfície possui muitas crateras e é cinza em cor. Há três crateras nomeadas na superfície de Puck, a maior tendo cerca de 45 km de diâmetro. Observações com o Telescópio Espacial Hubble e outros grandes telescópios terrestres detectaram absorção de gelo de água no espectro de Puck.
Nada se sabe sobre a estrutura interna de Puck. A lua provavelmente é feita de uma mistura de gelo de água e materiais escuros parecidos aos achados nos anéis. Esse material escuro provavelmente é feito de rochas ou compostos orgânicos processados por radiação. A falta de crateras com raios brilhantes implica que Puck não é diferenciado, o que significa que o gelo e a rocha não se separaram formando um núcleo e um manto.
| Cratera | Origem do nome   |
| ------- | ---------------- |
| Bogle   | folclore escocês |
| Butz    | folclore alemão  |
| Lob     | folclore inglês  |